# Кулантобе
Кулантобе́ (каз. Құлантөбе) — станційне селище у складі Конаєвської міської адміністрації Алматинської області Казахстану. Входить до складу Шенгельдинського сільського округу.
Населення — 32 особи (2021; 30 у 2009, 41 у 1999, 45 у 1989).

## Історія
У радянські часи селище називалось Кулан-Тобе.